# NGC 612
NGC 612 (другие обозначения — ESO 353-15, MCG -6-4-46, AM 0131-364, IRAS01317-3644, PGC 5827) — линзовидная галактика (морфологический тип S0-a) в созвездии Скульптора. Открыта Джоном Гершелем в 1837 году.
Этот объект входит в число перечисленных в оригинальной редакции «Нового общего каталога».
NGC 612 является радиогалактикой. Её фарадеевская мера вращения была исследована рядом учёных. На диаграмме в восточном лепестке мера вращения «горячей точки» увеличивается по приближению к его передней кромке. Деполяризация Фарадея в горячей точке тоже увеличивается. Это объясняется ударным сжатием намагниченного газа, производимым этой горячей точкой. В западном лепестке тоже наблюдаются признаки взаимодействия с намагниченным газом.
Обычные наблюдения галактики выявляют «мост» из нейтрального водорода, который тянется к её компаньону NGC 619.